# Djurgårdsviken
Djurgårdsviken (finska: Eläintarhanlahti) är en havsvik i Helsingfors, som hänger samman med Kajsaniemiviken och har stränder mot Fågelsången och Broholmen i Berghäll.
Innanför Djurgårdsviken, förbunden med en kulvert, ligger Tölöviken. 
Före 1600-talet var Djurgårdsviken del av ett vattenområde som omslöt hela Estnäs, den ö som det nya Helsingfors grundades på efter stadsflytten från det som nu är Gammelstaden vid mynningen av  Helsinge å.